# Adorables mentiras
Adorables mentiras es una película cubana de comedia estrenada mundialmente en el Festival de Cine de Sundance en 1992. Fue dirigida por Gerardo Chijona y protagonizada en los papeles principales por la actriz cubana Isabel Santos, Luis Alberto García, Mirta Ibarra y Thaïs Valdés.
En diciembre de 1992 la película fue galardonada con el "Colón de Oro" (mejor película de la Sección oficial) en la 18.ª edición del Festival de Cine Iberoamericano de Huelva ex aequo con la película española El beso del sueño del director Rafael Moreno Alba.
Asimismo fue finalista en la edición de 1992 de la Cámara de Oro en el Festival de Cannes que acabó ganando el film Mac del director estadounidense John Turturro.

## Sinopsis
Jorge Luis, un joven con aspiraciones de convertirse en guionista y director de cine, se deslumbra al conocer a la bella Sissy en la premier de una película. Momentos antes el director del filme le ha pedido trabajar una de sus historias. Para impresionar a Sissy, se presenta como un director que busca a una actriz no profesional. Se inicia así una relación en la que ambos se presentan no como son sino como quieren ser.

## Reparto
- Isabel Santos actriz como	Sissy.
- Luis Alberto García como Jorge Luis.
- Mirta Ibarra como Nancy.
- Thais Valdés como Flora.
- Miguel Gutiérrez
- Jorge Cao
- Alicia Bustamante
- Ernesto Tapia
- Rogelio Meneses
- Laura Chijona
- Carlos Cruz
- Silvia Planas
- Santiago Álvarez
- Raúl Pomares
- Pedro Fernández